# Hedy Burress
Hedy Burress (ur. 3 października 1973 w Edwardsville) – amerykańska aktorka filmowa i dubbingowa.

## Filmografia
- Boston Common jako Wyleen Pritchett (1996)[1]
- Seduced by Madness (1996)[2]
- Wtajemniczenie jako Maddy (1996)[2]
- Domek nad jeziorem jako Mallory (2000)[3]

## Dubbingi[4]
- Weekendowcy jako Kandi i Kristi (2000)
- Final Fantasy X jako Anima i Yuna (2001)
- Animatrix jako Cis i Yoko; Final Fantasy X-2 jako Yuna (2003)
- Kingdom Hearts II jako Yuna (2006)
- Final Fantasy Tactics: The War of the Lions jako Agrias Oaks (2007)
- Valkyria Chronicles jako Brigitte Stark (2008)
- Terminator Salvation jako żołnierze ruchu oporu (2009)
- Dissidia 012: Duodecim Final Fantasy jako Yuna (2011)
- Final Fantasy Explorers jako Yuna; World of Final Fantasy jako Yuna (2016)
- Dissidia Final Fantasy NT jako Yuna; The Walking Dead: The Final Season jako Brody (2018)